# Ейсо
Ейсо (яп. 永祚 — ейсо, «вічний правитель») — ненґо, девіз правління імператора Японії з 988 по 990 роки.

## Походження
Взято з китайської історичної хроніки «Записи Цзінь» (晋書): «永祚、与天比崇». Приводом до перейменнування старого ненґо став великий тайфун, який завдав великої шкоди регіону Кінкі.

## Хронологія
- 2 рік (990) — одруження малолітнього імператора Йотея з Фудзіварою Тейко. Відтепер право поставляти дружин японським монархам мав лише рід Фудзівара.

## Порівняльна таблиця
| Роки Ейсо               | 1    | 2    |
| Григоріанський календар | 989  | 990  |
| Китайський календар     | 己丑 | 庚寅 |